# Gräko-Iberisches Alphabet

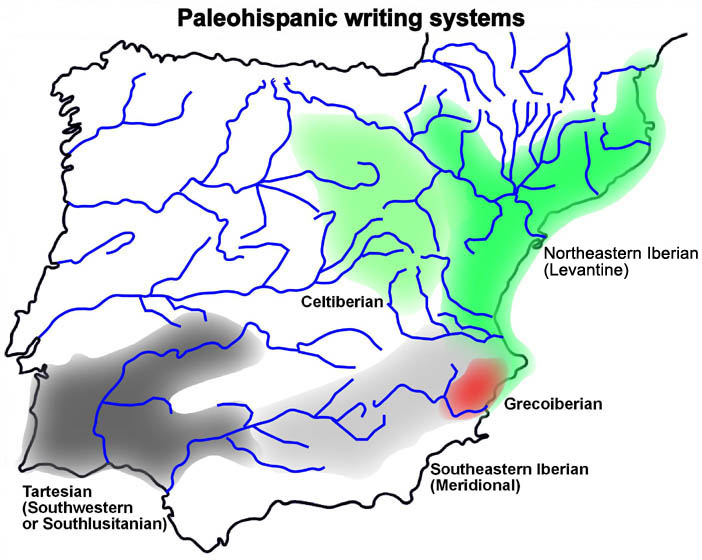
Althispanische Schriften

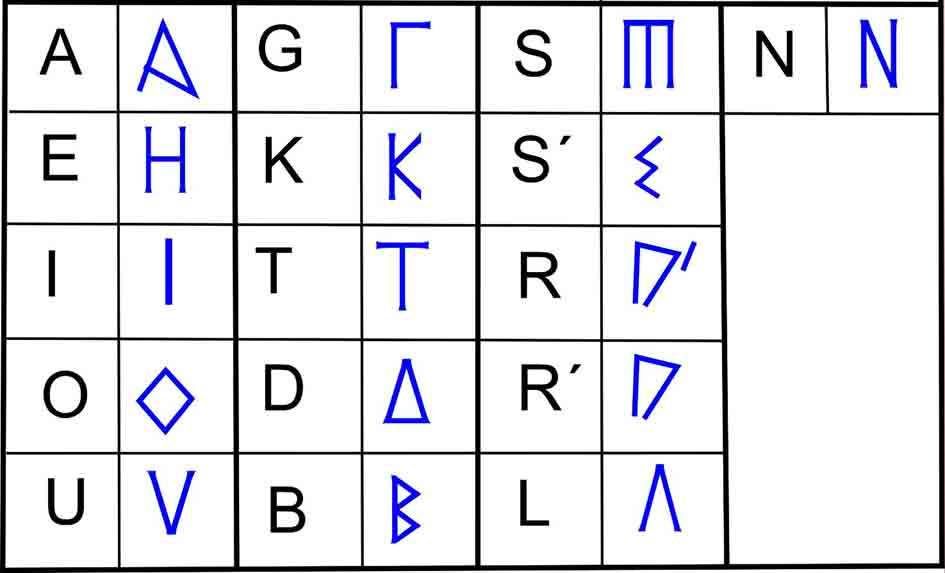
Das Gräko-Iberische Alphabet

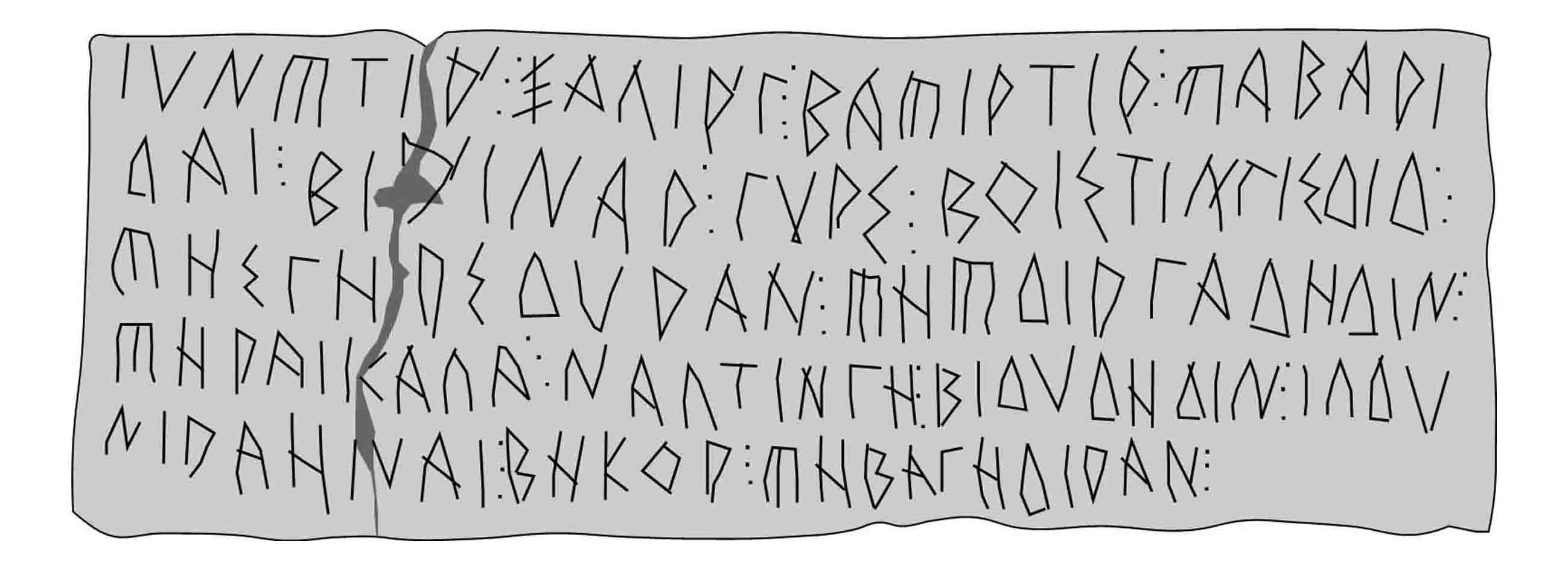
Bleiblech von La Serreta (Alcoi)

Das gräko-iberische Alphabet ist eine von mehreren eng miteinander verwandten althispanischen Schriften, die vor und zu Beginn der römischen Herrschaft auf der Iberischen Halbinsel benutzt wurden. Das gräko-iberische Alphabet wurde im 5. bis 4. vorchristlichen Jahrhundert im Bereich die heutigen Provinzen Murcia und Alicante benutzt, diente der Aufzeichnung der Sprache der Iberer, war aber ein nur leicht verändertes griechisches Alphabet, also keine Silbenschrift. Sie wurde immer von links nach rechts geschrieben.